# Масерија де Грегорио (Беневенто)
Масерија де Грегорио је насеље у Италији у округу Беневенто, региону Кампанија.
Према процени из 2011. у насељу је живело 224 становника. Насеље се налази на надморској висини од 200 м.